# 广宁省传媒中心
广宁省传媒中心（越南语：／），是一家位於越南广宁省下龙市的機構，為省級媒體中心，統一運營广宁省域範圍內的報紙、廣播、電視、新闻網站以及新媒體。该中心成立于2019年1月1日，由原来的广宁报社、广宁广播电视台、广宁省人民委员会所属电子门户网站与下龙报社等機構統一而成。

## 历史沿革
广宁省传媒中心肇始于北越政府在1956年成立的鸿广区广播电台，该电台于1956年9月2日成立。1962年，该电台被北越政府授予三级劳动勋章，1963年，因行政区划变革，同步易名为广宁广播电台，从此之后成为越南共产党广宁省委员会、广宁省人民委员会的官方喉舌。1974年，广宁广播电台实验安装了电视播放器，开始转播越南国家电视台的节目。1983年9月2日，在越南电视技术研究中心的协助下，广宁广播电台开始在第12频道播出电视节目，并更名为广宁广播电视台，2010年，该广播电视台的第二条电视频道QTV3开始播出。
2007年3月，广宁广播电视台与中华人民共和国广西广播电视台成为友好电台，2012年，两个电台共同创办了《荷花》杂志，为中越文双语杂志，也是中国第一本实现编辑印刷落地、在境内外同步运行的杂志。
2018年，越共中央书记处同意广宁广播电视台与《广宁报》、广宁省人民委员会下属的电子门户网站、以及隶属于广宁省文学艺术协会的《下龙报》等媒體合并，建立广宁省传媒中心。
2019年8月21日，广宁省传媒中心旗下两条電視頻道QTV1，QTV3开始通過越南多媒體通訊總公司系统中的越卫1号通讯卫星正式播出高畫質電視。

## 旗下資產
广宁省传媒中心现拥有电视频道2条，广播电台频率2条。

### 電視服務
| 頻道名稱             | 语言   | 广播格式  | 啟播時間          | 频道前身 | 備註                                   |
| 新闻综合频道（QTV1） | 越南语 | HD: 1080i | HD: 2019年8月21日 |          | 1983年播出                             |
| 文化娱乐频道（QTV3） | 越南语 | HD: 1080i | HD: 2019年8月21日 |          | 2010年5月19日试播，同年6月21日正式播出 |

### 廣播服務
| 频道名称（广播）     | 频率       | 参考          |
| -------------------- | ---------- | ------------- |
| 新闻综合广播（Kênh QNR1 - Thời sự chính trị tổng hợp）     | FM 97.8MHz | [ 13 ] [ 14 ] |
| 文化旅游对外广播（Kênh QNR2 - Văn hóa - Du lịch - Đối ngoại） | FM 94.7MHz | [ 13 ] [ 14 ] |